# Circunscripción electoral de Soria

Circunscripción de Soria
Cortes Generales* Congreso: 2 diputados (de 350)
- Senado: 4 senadores (de 266)Cortes de Castilla y León* 5 procuradores (de 81)

Soria es una de las 52 circunscripciones electorales utilizadas como distritos electorales desde 1977 para la Cámara Baja de las Cortes Españolas, el Congreso de los Diputados, y una de las 59 de la Cámara Alta, el Senado. Es una de las nueve circunscripciones electorales de Castilla y León.

## Ámbito y sistema electoral
En virtud de los artículos 68.2 y 69.2 de la Constitución Española de 1978 los límites de la circunscripción deben ser los mismos que los de la provincia de Soria, y en virtud del artículo 140, su ámbito sólo puede modificarse con la aprobación del Congreso. El voto es sobre la base de sufragio universal secreto. En virtud del artículo 12 de la constitución, la edad mínima para votar es de 18 años.
En el caso del Congreso de los Diputados y de las Cortes de Castilla y León, el sistema electoral utilizado es a través de una lista cerrada con representación proporcional y con escaños asignados usando el método D'Hondt. Sólo las listas electorales con el 3 % o más de todos los votos válidos emitidos, incluidos los votos «en blanco», es decir, para «ninguna de las anteriores», se pueden considerar para la asignación de escaños.
En el caso del Senado, el sistema electoral sigue el escrutinio mayoritario plurinominal. Se eligen cuatro senadores y los partidos pueden presentar un máximo de tres candidatos. Cada elector puede escoger hasta tres senadores, pertenezcan o no a la misma lista. Los cuatro candidatos más votados son elegidos.

## Elegibilidad
El artículo 67.1 de la Constitución española prohíbe ser simultáneamente miembro del Congreso de los Diputados y de un parlamento autonómico, lo que significa que los candidatos deben renunciar al cargo si son elegidos para un parlamento autonómico. No existe incompatibilidad similar en el caso de los senadores. El artículo 70 aplica también la inelegibilidad a los magistrados, jueces y fiscales en activo, Defensor del Pueblo, militares en servicio, los agentes de policía en activo y los miembros del tribunal constitucional y juntas electorales.

## Número de diputados
En todas las elecciones generales celebradas tras la restauración de la democracia se habían elegido en Soria tres diputados, reduciéndose ese número a dos a partir de 2008.
En virtud de la ley electoral española, todas las provincias tienen derecho a un mínimo de dos escaños con 248 escaños restantes prorrateada de acuerdo a la población, salvo las ciudades autónomas de Ceuta y Melilla, que cada una cuenta con un escaño en el Congreso y dos en el Senado. Esta normativa se explica detalladamente en la ley electoral 1985 (Ley Orgánica del Régimen Electoral General).
En todas las elecciones autonómicas celebradas tras la restauración de la democracia se han elegido en Soria cinco procuradores.

## Cortes de Castilla y León

### Escaños obtenidos por partido (1983–2022)
|                        | Partido Popular de Castilla y León    | PPCyL   | 3.a | 2.a | 3 | 4 | 3 | 3 | 3 | 3 | 3 | 2 | 1 |
|                        | Partido Socialista de Castilla y León | PSOECyL | 2   | 2   | 2 | 1 | 2 | 2 | 2 | 2 | 2 | 3 | 1 |
|                        | Soria ¡Ya!                            | SYA     |     |     |   |   |   |   |   |   |   |   | 3 |
| Partidos desaparecidos |                                       |         |     |     |   |   |   |   |   |   |   |   |   |
|                        | Centro Democrático y Social           | CDS     | 0   | 1   | 0 | 0 | 0 | 0 |   |   |   |   |   |
| Total                  | Total                                 | Total   | 5   | 5   | 5 | 5 | 5 | 5 | 5 | 5 | 5 | 5 | 5 |

a Los resultados corresponden a los de Coalición Popular: Alianza Popular-Partido Demócrata Popular-Unión Liberal (AP-PDP-UL).

## Procuradores elegidos

### Procuradores elegidos para la I Legislatura
| Partido | Votos  | %     | Escaños | Miembros electos                                                                     |
| ------- | ------ | ----- | ------- | ------------------------------------------------------------------------------------ |
| (PP)n   | 23.487 | 44,23 | 3       | José Ángel Villaverde Cabezudo, Jesús Posada Moreno, Francisco José Alonso Rodríguez |
| (PSOE)  | 20.470 | 38,55 | 2       | Lorenzo Lorenzana Lerma, Juan Ignacio de Blas Guerrero                               |

n Los resultados corresponden a los de Coalición Popular.

### Procuradores elegidos para la II Legislatura
| Partido | Votos  | %     | Escaños | Miembros electos                                  |
| ------- | ------ | ----- | ------- | ------------------------------------------------- |
| (PP)o   | 22.668 | 41,75 | 2       | Francisco de Miguel Huerta, Jesús Posada Moreno   |
| (PSOE)  | 17.562 | 32,34 | 2       | José María Martínez Laseca, Ángel Martín Vizcaíno |
| (CDS)   | 11.453 | 18,9  | 1       | José Antonio Martínez Marco                       |

o Los resultados corresponden a los de Alianza Popular.

### Procuradores elegidos para la III Legislatura
| Partido | Votos  | %     | Escaños | Miembros electos                                                             |
| ------- | ------ | ----- | ------- | ---------------------------------------------------------------------------- |
| (PP)    | 26.977 | 52,27 | 3       | Miguel Ángel López de Marco, Francisco de Miguel Huerta, Jesús Posada Moreno |
| (PSOE)  | 17.492 | 33,89 | 2       | José María Martínez Laseca, Ángel Martín Vizcaíno                            |

### Procuradores elegidos para la IV Legislatura
| Partido | Votos  | %     | Escaños | Miembros electos |
| ------- | ------ | ----- | ------- | --- |
| (PP)    | 32.089 | 59,49 | 4       | Santiago Alberto Bartolomé Martínez, Miguel Ángel López de Marco, Francisco de Miguel Huerta, Virgilio Velasco Bueno |
| (PSOE)  | 15.361 | 28,48 | 1       | Eloísa Álvarez Oteo                                                                                                  |

### Procuradores elegidos para la V Legislatura
| Partido | Votos  | %     | Escaños | Miembros electos                                                                     |
| ------- | ------ | ----- | ------- | ------------------------------------------------------------------------------------ |
| (PP)    | 28.701 | 57,21 | 3       | Javier Marqués López, María Victoria Hernández Candeal, José Antonio de Miguel Nieto |
| (PSOE)  | 16.227 | 32,35 | 2       | Eloísa Álvarez Oteo, Pedro Juan Tarancón Muñoz                                       |

### Procuradores elegidos para la VI Legislatura
| Partido | Votos  | %     | Escaños | Miembros electos                                                                       |
| ------- | ------ | ----- | ------- | -------------------------------------------------------------------------------------- |
| (PP)    | 29.534 | 53,37 | 3       | Javier Marqués López, María Canto Benito Benítez de Lugo, José Antonio de Miguel Nieto |
| (PSOE)  | 20.265 | 36,62 | 2       | Carlos Martínez Mínguez, Mónica Lafuente Ureta                                         |

### Procuradores elegidos para la VII Legislatura
| Partido | Votos  | %     | Escaños | Miembros electos                                                                        |
| ------- | ------ | ----- | ------- | --------------------------------------------------------------------------------------- |
| (PP)    | 27.078 | 50,37 | 3       | María Jesús Ruiz Ruiz, María Canto Benito Benítez de Lugo, José Antonio de Miguel Nieto |
| (PSOE)  | 19.727 | 36,69 | 2       | Francisco Javier Muñoz Expósito, Mónica Lafuente Ureta                                  |

### Procuradores elegidos para la VIII Legislatura
| Partido | Votos  | %     | Escaños | Miembros electos                                                                        |
| ------- | ------ | ----- | ------- | --------------------------------------------------------------------------------------- |
| (PP)    | 26.264 | 52,01 | 3       | María Jesús Ruiz Ruiz, María Canto Benito Benítez de Lugo, Jesús Ángel Peregrina Molina |
| (PSOE)  | 16.630 | 32,93 | 2       | Francisco Javier Muñoz Expósito, Esther Pérez Pérez                                     |

### Procuradores elegidos para la IX Legislatura
| Partido | Votos  | %     | Escaños | Miembros electos                                                                |
| ------- | ------ | ----- | ------- | ------------------------------------------------------------------------------- |
| (PP)    | 17.712 | 36,85 | 3       | Pedro Antonio Heras Jiménez, María del Mar Angulo Martínez, Jesús Alonso Romero |
| (PSOE)  | 14.978 | 31,17 | 2       | Ángel Hernández Martínez, Virginia Barcones Sanz                                |

### Procuradores elegidos para la X Legislatura
| Partido | Votos  | %     | Escaños | Miembros electos                                                       |
| ------- | ------ | ----- | ------- | ---------------------------------------------------------------------- |
| (PSOE)  | 19.732 | 40,76 | 3       | Virginia Barcones Sanz, Ángel Hernández Martínez, Judit Villar Lacueva |
| (PP)    | 13.387 | 27,65 | 2       | Jesús Ángel Peregrina Molina, Pedro Antonio Heras Jiménez              |

### Procuradores elegidos para la XI Legislatura
| Partido | Votos  | %     | Escaños | Miembros electos                                                                   |
| ------- | ------ | ----- | ------- | ---------------------------------------------------------------------------------- |
| (SY)    | 18.390 | 42,57 | 3       | José Ángel Ceña Tutor, Leila Vanessa García Macarrón, Juan Antonio Palomar Sicilia |
| (PP)    | 10.364 | 23,99 | 1       | María del Rocío Lucas Navas                                                        |
| (PSOE)  | 7800   | 18,06 | 1       | Ángel Hernández Martínez                                                           |

## Congreso de los Diputados

### Escaños obtenidos por partido (1977–2023)
| Partido                | Partido         | 1977 | 1979 | 1982 | 1986 | 1989 | 1993 | 1996 | 2000 | 2004 | 2008 | 2011 | 2015 | 2016 | 2019 (I) | 2019 (II) | 2023 |
| ---------------------- | --------------- | ---- | ---- | ---- | ---- | ---- | ---- | ---- | ---- | ---- | ---- | ---- | ---- | ---- | -------- | --------- | ---- |
|                        | Partido Popular | 0    | 0    | 1.a  | 2b   | 2    | 2    | 2    | 2    | 2    | 1    | 1    | 1    | 1    | 1        | 1         | 1    |
|                        | PSOE            | 0    | 1    | 1    | 1    | 1    | 1    | 1    | 1    | 1    | 1    | 1    | 1    | 1    | 1        | 1         | 1    |
| Partidos desaparecidos |                 |      |      |      |      |      |      |      |      |      |      |      |      |      |          |           |      |
|                        | UCD             | 3    | 2    | 1    |      |      |      |      |      |      |      |      |      |      |          |           |      |
| Total                  | Total           | 3    | 3    | 3    | 3    | 3    | 3    | 3    | 3    | 3    | 2    | 2    | 2    | 2    | 2        | 2         | 2    |

a Los resultados corresponden a los de la coalición entre Alianza Popular y el Partido Demócrata Popular.

b Los resultados corresponden a los de Coalición Popular.

## Diputados elegidos

### Diputados elegidos para la Legislatura Constituyente
| Partido | Votos  | %     | Escaños | Miembros electos                                                                   |
| ------- | ------ | ----- | ------- | ---------------------------------------------------------------------------------- |
| (UCD)   | 35.324 | 58,90 | 3       | Gabriel Cisneros Laborda, Juan Ignacio Sáenz-Díez Gándara, José Luis Calvo Morales |

c Los resultados corresponden a los de Alianza Popular.

### Diputados elegidos para la I Legislatura
| Partido | Votos  | %     | Escaños | Miembros electos                                          |
| ------- | ------ | ----- | ------- | --------------------------------------------------------- |
| (UCD)   | 31.756 | 57,80 | 2       | Gabriel Cisneros Laborda, Juan Ignacio Sáenz-Díez Gándara |
| (PSOE)  | 14.187 | 25,80 | 1       | Manuel Núñez Encabo                                       |

d Los resultados corresponden a los de Coalición Democrática.

### Diputados elegidos para la II Legislatura
| Partido | Votos  | %     | Escaños | Miembros electos                   |
| ------- | ------ | ----- | ------- | ---------------------------------- |
| (PP)e   | 22.820 | 37,70 | 1       | Anastasio Fernando Modrego Vitoria |
| (PSOE)  | 21.639 | 35,80 | 1       | Manuel Núñez Encabo                |
| (UCD)   | 11.453 | 18,90 | 1       | Gabriel Cisneros Laborda           |

e Los resultados corresponden a los de la coalición entre Alianza Popular y el Partido Demócrata Popular.

### Diputados elegidos para la III Legislatura
| Partido | Votos  | %     | Escaños | Miembros electos                                                                                            |
| ------- | ------ | ----- | ------- | --- |
| (PP)f   | 23.949 | 42,10 | 2       | Juan José Lucas Jiménez (sustituido en septiembre de 1987 por María Luisa Banzo Amat), Jesús Borque Guillén |
| (PSOE)  | 20.373 | 35,80 | 1       | Manuel Núñez Encabo                                                                                         |

f Los resultados corresponden a los de Coalición Popular.

### Diputados elegidos para la IV Legislatura
| Partido | Votos  | %     | Escaños | Miembros electos |
| ------- | ------ | ----- | ------- | --- |
| (PP)    | 26.756 | 47,90 | 2       | Juan José Lucas Jiménez (sustituido en junio de 1991 por José Antonio de Miguel Nieto), Efrén Luciano Martínez Izquierdo |
| (PSOE)  | 18.421 | 33,00 | 1       | Manuel Núñez Encabo |

### Diputados elegidos para la V Legislatura
| Partido | Votos  | %     | Escaños | Miembros electos                                      |
| ------- | ------ | ----- | ------- | ----------------------------------------------------- |
| (PP)    | 29.627 | 50,70 | 2       | Jesús Posada Moreno, Efrén Luciano Martínez Izquierdo |
| (PSOE)  | 21.498 | 36,80 | 1       | José María Martínez Laseca                            |

### Diputados elegidos para la VI Legislatura
| Partido | Votos  | %     | Escaños | Miembros electos                                      |
| ------- | ------ | ----- | ------- | ----------------------------------------------------- |
| (PP)    | 32.561 | 55,20 | 2       | Jesús Posada Moreno, Efrén Luciano Martínez Izquierdo |
| (PSOE)  | 20.226 | 34,30 | 1       | José María Martínez Laseca                            |

### Diputados elegidos para la VII Legislatura
| Partido | Votos  | %     | Escaños | Miembros electos                                                                                         |
| ------- | ------ | ----- | ------- | --- |
| (PP)    | 31.883 | 58,50 | 2       | Jesús Posada Moreno, María Jesús Ruiz Ruiz (sustituida en julio de 2003 por Martín Ángel Casado Miranda) |
| (PSOE)  | 17.436 | 32,00 | 1       | José María Martínez Laseca                                                                               |

### Diputados elegidos para la VIII Legislatura
| Partido | Votos  | %     | Escaños | Miembros electos                            |
| ------- | ------ | ----- | ------- | ------------------------------------------- |
| (PP)    | 29.187 | 50,80 | 2       | Jesús Posada Moreno, Elías Arribas Aragonés |
| (PSOE)  | 22.287 | 38,80 | 1       | Eloísa Álvarez Oteo                         |

### Diputados elegidos para la IX Legislatura
| Partido | Votos  | %     | Escaños | Miembros electos    |
| ------- | ------ | ----- | ------- | ------------------- |
| (PP)    | 27.905 | 49,80 | 1       | Jesús Posada Moreno |
| (PSOE)  | 23.868 | 42,60 | 1       | Eloísa Álvarez Oteo |

### Diputados elegidos para la X Legislatura
| Partido | Votos  | %     | Escaños | Miembros electos       |
| ------- | ------ | ----- | ------- | ---------------------- |
| (PP)    | 28.063 | 54,90 | 1       | Jesús Posada Moreno    |
| (PSOE)  | 16.066 | 31,40 | 1       | Félix Lavilla Martínez |

### Diputados elegidos para la XI Legislatura
| Partido | Votos  | %     | Escaños | Miembros electos    |
| ------- | ------ | ----- | ------- | ------------------- |
| (PP)    | 19.934 | 38,66 | 1       | Jesús Posada Moreno |
| (PSOE)  | 12.280 | 23,82 | 1       | Javier Antón        |

### Diputados elegidos para la XII Legislatura
| Partido | Votos  | %     | Escaños | Miembros electos    |
| ------- | ------ | ----- | ------- | ------------------- |
| (PP)    | 22.145 | 44,94 | 1       | Jesús Posada Moreno |
| (PSOE)  | 12.688 | 25,75 | 1       | Javier Antón        |

### Diputados elegidos para la XIII Legislatura
| Partido | Votos  | %     | Escaños | Miembros electos    |
| ------- | ------ | ----- | ------- | ------------------- |
| (PSOE)  | 16.463 | 31,73 | 1       | Javier Antón Cacho  |
| (PP)    | 13.833 | 26,66 | 1       | Tomás Cabezón Casas |

### Diputados elegidos para la XIV Legislatura
| Partido | Votos  | %     | Escaños | Miembros electos    |
| ------- | ------ | ----- | ------- | ------------------- |
| (PSOE)  | 15.925 | 34,57 | 1       | Javier Antón Cacho  |
| (PP)    | 15.172 | 32,94 | 1       | Tomás Cabezón Casas |

### Diputados elegidos para la XV Legislatura
| Partido | Votos  | %     | Escaños | Miembros electos              |
| ------- | ------ | ----- | ------- | ----------------------------- |
| (PP)    | 18.895 | 37,22 | 1       | Tomás Cabezón Casas           |
| (PSOE)  | 14.966 | 29,48 | 1       | Luis Alfonso Rey de las Heras |

## Senado

### Senadores obtenidos por partido (1977–2023)
| Partido                | Partido         | 1977 | 1979 | 1982 | 1986 | 1989 | 1993 | 1996 | 2000 | 2004 | 2008 | 2011 | 2015 | 2016 | 2019 (I) | 2019 (II) | 2023 |
| ---------------------- | --------------- | ---- | ---- | ---- | ---- | ---- | ---- | ---- | ---- | ---- | ---- | ---- | ---- | ---- | -------- | --------- | ---- |
|                        | Partido Popular | 0    | 0    | 1g   | 3h   | 3    | 3    | 3    | 3    | 3    | 3    | 3    | 3    | 3    | 2        | 2         | 3    |
|                        | PSOE            | 0    | 0    | 2    | 1    | 1    | 1    | 1    | 1    | 1    | 1    | 1    | 1    | 1    | 2        | 2         | 1    |
|                        | Independientes  | -    | 4    | 3    | 1    |      |      |      |      |      |      |      |      |      |          |           |      |
| Partidos desaparecidos |                 |      |      |      |      |      |      |      |      |      |      |      |      |      |          |           |      |
|                        | UCD             | 0    | 1    | 0    |      |      |      |      |      |      |      |      |      |      |          |           |      |
| Total                  | Total           | 4    | 4    | 4    | 4    | 4    | 4    | 4    | 4    | 4    | 4    | 4    | 4    | 4    | 4        | 4         | 4    |

g Los resultados corresponden a los de la coalición entre Alianza Popular y el Partido Demócrata Popular.

h Los resultados corresponden a los de Coalición Popular.

## Senadores elegidos

### Senadores elegidos para la Legislatura Constituyente
| Nombre y Apellidos     | Votos  | Partido       |
| ---------------------- | ------ | ------------- |
| Ramiro Cercós Pérez    | 22.102 | Independiente |
| Fidel Carazo Hernández | 21.419 | Independiente |
| José María García Royo | 16.724 | Independiente |
| Jesús Borque Guillén   | 14.835 | Independiente |

### Senadores elegidos para la I Legislatura
| Nombre y Apellidos     | Votos  | Partido       |
| ---------------------- | ------ | ------------- |
| José María García Royo | 22.431 | Independiente |
| Ramiro Cercós Pérez    | 17.693 | Independiente |
| Jesús Borque Guillén   | 16.345 | Independiente |
| José García Laguna     | 13.466 | (UCD)         |

### Senadores elegidos para la II Legislatura
| Nombre y Apellidos      | Votos  | Partido       |
| ----------------------- | ------ | ------------- |
| José María García Royo  | 20.536 | (PP)i         |
| Juan Cascante Cabrerizo | 18.725 | (PSOE)        |
| Carlos Hernández Gil    | 17.629 | (PSOE)        |
| Ramiro Cercós Pérez     | 17.009 | Independiente |

i Los resultados corresponden a los de la coalición entre Alianza Popular y el Partido Demócrata Popular.

### Senadores elegidos para la III Legislatura
| Nombre y Apellidos     | Votos  | Partido |
| ---------------------- | ------ | ------- |
| José María García Royo | 22.503 | (PP)j   |
| Javier Gómez Gómez     | 21.543 | (PP)j   |
| José Luis Liso Marín   | 20.962 | (PP)j   |
| Ramiro Cercós Pérez    | 20.538 | (PSOE)  |

j Los resultados corresponden a los de Coalición Popular.

### Senadores elegidos para la IV Legislatura
| Nombre y Apellidos     | Votos  | Partido |
| ---------------------- | ------ | ------- |
| José María García Royo | 24.693 | (PP)    |
| Javier Gómez Gómez     | 24.626 | (PP)    |
| José Luis Liso Marín   | 23.754 | (PP)    |
| Ramiro Cercós Pérez    | 17.044 | (PSOE)  |

### Senadores elegidos para la V Legislatura
| Nombre y Apellidos     | Votos  | Partido |
| ---------------------- | ------ | ------- |
| José María García Royo | 27.773 | (PP)    |
| Javier Gómez Gómez     | 27.222 | (PP)    |
| José Luis Liso Marín   | 26.795 | (PP)    |
| Ramiro Cercós Pérez    | 20.320 | (PSOE)  |

### Senadores elegidos para la VI Legislatura
| Nombre y Apellidos     | Votos  | Partido |
| ---------------------- | ------ | ------- |
| José Luis Liso Marín   | 29.963 | (PP)    |
| Virgilio Velasco Bueno | 29.957 | (PP)    |
| Elías Arribas Aragonés | 29.872 | (PP)    |
| Félix Lavilla Martínez | 19.740 | (PSOE)  |

### Senadores elegidos para la VII Legislatura
| Nombre y Apellidos       | Votos  | Partido |
| ------------------------ | ------ | ------- |
| Elías Arribas Aragonés   | 29.394 | (PP)    |
| Ricardo Espuela Orgaz    | 29.294 | (PP)    |
| Esther Vallejo De Miguel | 29.043 | (PP)    |
| Félix Lavilla Martínez   | 18.689 | (PSOE)  |

### Senadores elegidos para la VIII Legislatura
| Nombre y Apellidos            | Votos  | Partido |
| ----------------------------- | ------ | ------- |
| María del Mar Angulo Martínez | 27.216 | (PP)    |
| Javier Marqués López          | 26.850 | (PP)    |
| Esther Vallejo De Miguel      | 26.336 | (PP)    |
| Félix Lavilla Martínez        | 21.000 | (PSOE)  |

### Senadores elegidos para la IX Legislatura
| Nombre y apellidos               | Votos  | Partido |
| -------------------------------- | ------ | ------- |
| María del Mar Angulo Martínez    | 26.309 | (PP)    |
| Efrén Luciano Martínez Izquierdo | 25.839 | (PP)    |
| Javier Marqués López             | 25.508 | (PP)    |
| Félix Lavilla Martínez           | 23.239 | (PSOE)  |

### Senadores elegidos para la X Legislatura
| Nombre y apellidos             | Votos  | Partido |
| ------------------------------ | ------ | ------- |
| María del Mar Angulo Martínezk | 26.212 | (PP)    |
| Abel Antón Rodrigo             | 26.155 | (PP)    |
| Gerardo Martínez Martínez      | 25.697 | (PP)    |
| María Eloísa Álvarez Oteo      | 14.744 | (PSOE)  |

k Sustituido en julio de 2015 por María Ángeles Edita Moreno Esteban.

### Senadores elegidos para la XI Legislatura
| Nombre y apellidos            | Votos  | Partido |
| ----------------------------- | ------ | ------- |
| Gerardo Martínez Martínez     | 18.266 | (PP)    |
| María del Mar Angulo Martínez | 17.972 | (PP)    |
| Tomás Cabezón Casas           | 17.602 | (PP)    |
| María Irigoyen Pérez          | 12.244 | (PSOE)  |

### Senadores elegidos para la XII Legislatura
| Nombre y apellidos            | Votos  | Partido |
| ----------------------------- | ------ | ------- |
| Gerardo Martínez Martínez     | 20.895 | (PP)    |
| María del Mar Angulo Martínez | 20.710 | (PP)    |
| Tomás Cabezón Casas           | 20.160 | (PP)    |
| Jesús Manuel Alonso Jiménez   | 13.026 | (PSOE)  |

### Senadores elegidos para la XIII Legislatura
| Nombre y apellidos              | Votos  | Partido |
| ------------------------------- | ------ | ------- |
| Jesús Manuel Alonso Jiménez     | 17.540 | (PSOE)  |
| Laura Concepción Prieto Arribas | 15.925 | (PP)    |
| María Pilar Delgado Díez        | 15.214 | (PSOE)  |
| Gerardo Martínez Martínez       | 14.504 | (PP)    |

### Senadores elegidos para la XIV Legislatura
| Nombre y apellidos           | Votos  | Partido |
| ---------------------------- | ------ | ------- |
| María José Heredia de Miguel | 16.299 | (PP)    |
| Jesús Manuel Alonso Jiménez  | 16.263 | (PSOE)  |
| Gerardo Martínez Martínez    | 16.060 | (PP)    |
| María Pilar Delgado Díez     | 15.175 | (PSOE)  |

### Senadores elegidos para la XV Legislatura
| Nombre y apellidos          | Votos  | Partido |
| --------------------------- | ------ | ------- |
| José Manuel Hernando García | 18.144 | (PP)    |
| Javier Jiménez Santamaría   | 17.510 | (PP)    |
| María Cristina Rubio Blasco | 16.993 | (PP)    |
| Javier Antón Cacho          | 14.368 | (PSOE)  |